# Zunheboto (distrikt)
Zunheboto (hindi: ज़ुन्हेबोटो जिला) er et distrikt i den indiske delstat Nagaland. Distriktets hovedstad er Zunheboto. 

## Demografi
Ved folketællingen i 2011 var der 141,014 indbyggere i distriktet, mod 154,909 i 2001. Den urbane befolkningen udgør 19,58 % af befolkningen.
Børn i alderen 0 til 6 år udgjorde 14,25 % i 2011 mod 16,45 % i 2001. Antallet af piger i den alder per tusinde drenge er 955 i 2011 mod 944 i 2001.